# La donna del mistero (telenovela)
La donna del mistero (La extraña dama) è una telenovela argentina del 1989 con protagonisti Luisa Kuliok e Jorge Martínez e come antagonista María Rosa Gallo. In Argentina fu trasmessa dal canale televisivo Canal 9, mentre in Italia su Rete 4 dall'8 ottobre 1990 al 28 giugno 1991, e in seguito anche da alcune reti locali.

## Trama
Racconta la storia di Giulia Falconi che si innamora di Michele Ricciardi. Nonostante i due si amino, Michele è obbligato a sposare Elisa, per salvare dalla bancarotta la sua famiglia. Giulia si sente sola e scopre di essere incinta. Per paura della reazione del fratello, Lorenzo, decide di scappare. Trova rifugio in un convento dove dà alla luce la figlia, Fiamma. Giulia, dopo aver affidato la bambina al padre, decide di rimanere nel convento e prende i voti con il nome di Suor Felicità.
Fiamma cresce nella casa di Michele insieme alla sorellastra Virginia, figlia di Michele e della moglie Elisa. Quest'ultima muore però poco dopo la nascita di Virginia, in un incidente stradale.

## Diffusione
Sia in Argentina che in Italia ha raggiunto un'audience alta. In Italia la telenovela trasmessa in prima serata raggiunse i 6.000.000 telespettatori e si aggiudicò un premio Telegatto. È stata trasmessa anche in Romania, Brasile, Uruguay oltre che in altri dodici paesi tra America Latina e Europa. La telenovela ha avuto un seguito, in Italia conosciuto come La donna del mistero 2.

## Premi e riconoscimenti
La telenovela ha vinto quattro premi al Premio Martín Fierro del 1989.

## Sigla
La sigla italiana è cantata da Drupi.